# Мало
Мало (італ. Malo, вен. Malo) — муніципалітет в Італії, у регіоні Венето, провінція Віченца.
Мало розташоване на відстані близько 430 км на північ від Рима, 80 км на захід від Венеції, 17 км на північний захід від Віченци.
Населення — 15 021 особа (2014).

## Демографія
Населення за роками:

Станом на 1 січня 2023 року в муніципалітеті офіційно проживало 1055 іноземців з 64 країн, серед них 293 громадяни країн Євросоюзу та 31 громадянин України.

## Сусідні муніципалітети
- Кастельгомберто
- Корнедо-Вічентіно
- Ізола-Вічентіна
- Марано-Вічентіно
- Монте-ді-Мало
- Сан-Віто-ді-Легуццано
- Тієне
- Віллаверла